# Gheorghi Vălkovici
Gheorghi Vălkovici Ciolakov (în bulgară Георги Вълкович Чолаков; n. 1833, Edirne, Imperiul Otoman – d. 14/26 februarie 1892, Constantinopol, Imperiul Otoman) a fost un medic, diplomat și om politic conservator bulgar. Și-a început cariera ca medic chirurgi, a lucrat în mai multe locuri din Imperiul Otoman și a devenit unul dintre conducătorii Partidului Conservator după Eliberarea Bulgariei⁠(d) în 1878. În timpul guvernării lui Stefan Stambolov⁠(d) (1887–1894), a fost agent diplomatic al Bulgariei la Constantinopol (Istanbul), unde a fost ucis de adversarii politici.

## Biografie
Gheorghi Vălkovici s-a născut în amul 1833 în orașul otoman Adrianopol din Tracia Răsăriteană (azi orașul Edirne din Turcia, cunoscut în limba bulgară ca Одрин, Odrin). Tatăl său era un membru al influentei și bogatei familii Ciolakov din orașul Koprivștița. Vălkovici și-a început educația la Plovdiv și a absolvit Academia de Medicină Militară din Constantinopol în anul 1857. După absolvire, a lucrat ca medic chirurg și ca cititor la Academia de Medicină Militară din capitala imperială. Între anii 1860 și 1863 Vălkovici a urmat studii postuniversitare de medicină în orașul Paris din Franța. În 1865 a fost pentru scurt timp medic șef⁠(d) al Spitalului Central din Damasc. În perioada 1870–1871 a condus Spitalul Haydarpaşa⁠(d) din Constantinopol, iar în jurul anului 1872 a fost avansat la gradul de colonel în Armata Otomană⁠(d). În 1875 a devenit membru asociat al Societății Literare Bulgare (azi Academia Bulgară de Științe⁠(d)), pentru ca în 1884 să devină membru titular.
După Eliberarea Bulgariei în 1878, Gheorghi Vălkovici a devenit un personaj influent în politica bulgară. A fost unul dintre membrii de frunte ai Partidului Conservator și a fost ales deputat în Adunarea Constituantă din 1879, în Prima Mare Adunare Națională din 1879 și în a Treia Adunare Națională din 1882–1883. În 1879 a fost numit director al agriculturii, comerțului și clădirilor publice, iar în 1881 a devenit responsabil al Departamentul Poștei și Telegrafului din Rumelia Orientală. În timpul Regimului împuternicirilor⁠(d) al prințului Alexandru de Battenberg (1881–1883), Vălkovici a fost ministru al afacerilor externe și al cultelor religioase (1881–1883) și președinte al Consiliului de Stat (1883).
În timpul Războiului Sârbo-Bulgar din 1885, Vălkovici s-a ocupat cu administrarea tuturor spitalelor militare bulgare. În 1886 a fost numit director al Spitalului Aleksandrovska din Sofia⁠(d). Un an mai târziu a fost trimis la Constantinopol ca agent diplomatic al Principatului Bulgariei în Imperiul Otoman, funcție pe care a deținut-o până la moarte. La acea vreme, aceasta era cea mai importantă poziție diplomatică a unui reprezentant al statului bulgar, întrucât Bulgaria era încă de jure un stat vasal al Imperiului Otoman, și era rezervată politicienilor cu experiență. Vălkovici a fost unul dintre inițiatorii politicii diplomatice active a lui Stefan Stambolov, care urmărea îmbunătățirea tratamentului populației bulgare rămase în Imperiul Otoman.
Gheorghi Vălkovici a fost asasinat pe 14/26 februarie 1892 de către adversarii guvernului lui Stambolov. Asasinatul a fost comis de Dimităr Orlovski și Drajev, doi emigranți rusofili bulgari care nu au fost de acord cu politica prooccidentală și antirusească a lui Stambolov. Guvernul rus era informat de pregătirea unei tentative de asasinat, dar nu i-a anunțat în mod intenționat nici pe oficialii otomani, nici pe cei bulgari. La 12 februarie 1892 Orlovski și Drazhev, îmbrăcați în costume de carnaval, l-au atacat pe Vălkovici în apropierea Consulatului Bulgariei de la Constantinopol, în timpul sărbătoririi Carnavalului de la Zagovezni de dinaintea Postului Mare. În timp ce Drajev a rămas în urmă pentru a-l proteja pe asasin, Orlovski l-a înjunghiat pe Vălkovici în stomac. Cei doi făptași au reușit să fugă prin mulțime. Vălkovici a murit după două zile din cauza rănii suferite și a fost înmormântat la Plovdiv.
În cartea sa Constructorii Bulgariei moderne, scriitorul, diplomatul și politicianul Simeon Radev⁠(d) îl descrie pe Vălkovici astfel: „elegant, spiritual și iubitor de distracții, era o figură socială perfectă; extraordinar de perspicace, nu era totuși lipsit de viclenie”.